# Anna Michailowna Jakowlewa
Anna Michailowna Jakowlewa (russisch Анна Михайловна Яковлева; englische Schreibweise Anna Iakovleva; * 2. Dezember 1997) ist eine ehemalige russische Tennisspielerin.

## Karriere
Jakowlewa spielte vor allem bei Turnieren der ITF Women’s World Tennis Tour, wo sie drei Titel im Doppel gewinnen konnte.

## Turniersiege

### Doppel
| Nr. | Datum              | Turnier   | Kategorie   | Belag | Partnerin                 | Finalgegnerinnen                       | Ergebnis   |
| --- | ------------------ | --------- | ----------- | ----- | ------------------------- | -------------------------------------- | ---------- |
| 1.  | 29. Juli 2017      | Tampere   | ITF $15.000 | Sand  | Gjulnara Nasarowa         | Marie Benoît Estelle Cascino           | ohne Spiel |
| 2.  | 29. September 2018 | Schymkent | ITF $15.000 | Sand  | Jekaterina Dmitritschenko | Yasmina Karimojonova Sevil Yoʻldosheva | 6:4, 6:3   |
| 3.  | 17. November 2018  | Iraklio   | ITF $15.000 | Sand  | Ani Wangelowa             | Mary Closs Kimmy A Guerin              | ohne Spiel |